# Кам'янець-Подільська вулиця (Київ)
Ка́м'янець-Поді́льська ву́лиця — вулиця у Святошинському районі м. Києва, місцевість Новобіличі. Пролягає від Таращанського провулку до вулиці Рахманінова.
До Кам'янець-Подільської вулиці долучається Кам'янець-Подільський провулок.

## Історія
Вулиця виникла у середині XX століття під назвою 399-а Нова. Сучасна назва — з 1955 року, на честь м. Кам'янець-Подільський у Хмельницькій області.